# Fußball-Oberliga 2025/26
Die Fußball-Oberliga 2025/26 wird die 18. Saison der Oberliga als fünfthöchste Spielklasse im Fußball in Deutschland.

## Oberligen
| Oberliga                                                 | Mannschaften       | Meister |
| -------------------------------------------------------- | ------------------ | ------- |
| Oberliga Baden-Württemberg 2025/26                       | 18                 |         |
| Bayernliga 2025/26 in zwei Staffeln (Nord und Süd)       | 17 (Nord) 17 (Süd) |         |
| Bremen-Liga 2025/26                                      | 16                 |         |
| Oberliga Hamburg 2025/26                                 | 18                 |         |
| Hessenliga 2025/26                                       | 18                 |         |
| Mittelrheinliga 2025/26                                  | 16                 |         |
| Oberliga Niederrhein 2025/26                             | 18                 |         |
| Oberliga Niedersachsen 2025/26                           | 16                 |         |
| Oberliga Nordost 2025/26 in zwei Staffeln (Nord und Süd) | 16 (Nord) 16 (Süd) |         |
| Oberliga Rheinland-Pfalz/Saar 2025/26                    | 18                 |         |
| Oberliga Schleswig-Holstein 2025/26                      | 16                 |         |
| Oberliga Westfalen 2025/26                               | 19                 |         |